# Rudolf Sanzin

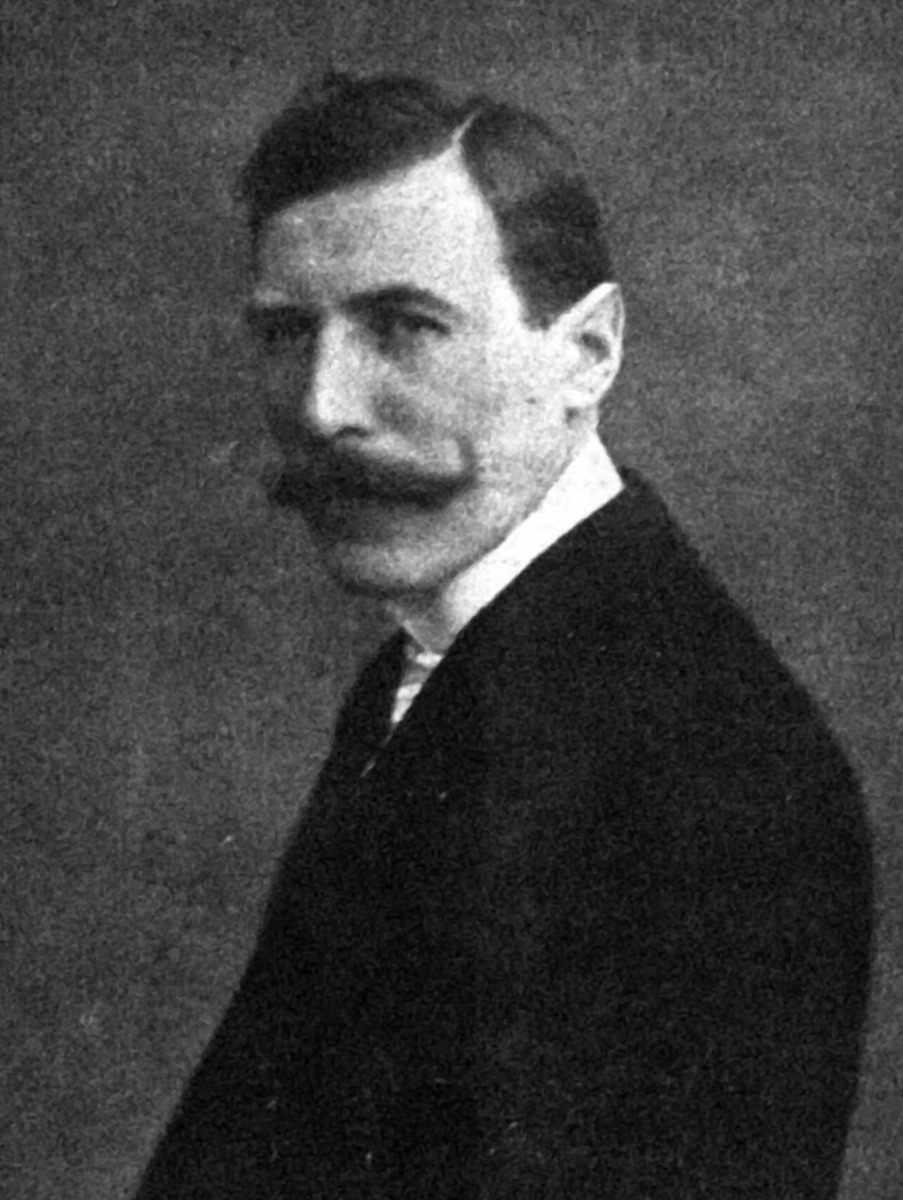
Rudolf Sanzin, 1910

Rudolf Sanzin (* 4. Juni 1874 in Mürzzuschlag; † 2. Juni 1922 in Triest) war ein österreichischer Ingenieur und Lokomotiv-Konstrukteur.
Schon sein Vater war Beamter bei der Südbahn. Nach der Matura an der deutschen Realschule in Triest, studierte er bis 1900 an der Technischen Universität Graz, an der er danach für ein Jahr als Assistent für Maschinenbau tätig war. Im Jahr darauf wurde er selbst bei der Südbahn angestellt, wo er zahlreiche Versuche an Dampflokomotiven vornahm, deren Ergebnisse in mehrere seiner Arbeiten einflossen. Er promovierte aber noch 1904 an der TH Graz (Dissertation: Untersuchungen über die Leistungsfähigkeit einer Lokomotive und Feststellung der günstigsten Belastung derselben). Seine weiteren Veröffentlichungen erregten große Aufmerksamkeit im Eisenbahnministerium, daher wurde er von Karl Gölsdorf für dieses angeworben, wo jener selbst als Konstrukteur tätig war. Später wurde er Leiter der Abteilung für die Konstruktion von Elektrolokomotiven im damaligen Elektrisierungsamt.
1906 habilitierte er sich in Graz, 1909 an der Technischen Universität Wien, wo er 1919 zum außerordentlichen Professor ernannt wurde. 1911 und 1913 unternahm er, wie zuvor sein Mentor Gölsdorf, Studienreisen nach England. 1920 wurde Sanzin zum Vorstand des Departments für Lokomotivbau und mechanisch-maschinelle Einrichtungen ernannt. Er war Mitglied und Ehrenmitglied mehrerer technischer Vereinigungen und verfasste zahlreiche Fachartikel in einer Vielzahl von Zeitschriften, unter anderem in der Lokomotive, der Zeitschrift des Österreichischen Ingenieur- und Architekten-Vereins und der Zeitschrift des Vereines deutscher Ingenieure.
Neben seiner beruflichen Tätigkeit beschäftigte er sich auch mit Malerei und fertigte zahlreiche Zeichnungen und Aquarelle an. Diese Tätigkeit führte allerdings auch zu seinem Tod: Während eines Urlaubs in Triest starb er an einer Vergiftung durch eine von ihm verwendete Malfarbe. Er ruht in einem ehrenhalber gewidmeten Grab auf dem Wiener Zentralfriedhof (16B-9-25). Im Jahr 1942 wurde die Sanzingasse in Wien-Favoriten nach ihm benannt.